# Jakovlje (Chorwacja)
Jakovlje – wieś w Chorwacji, w żupanii zagrzebskiej, w gminie Jakovlje. W 2011 roku liczyła 2572 mieszkańców.